# Campeonato Mundial de Piragüismo en Aguas Tranquilas
El Campeonato Mundial de Piragüismo en Aguas Tranquilas es la máxima competición internacional de piragüismo en aguas tranquilas. Es organizado por la Federación Internacional de Piragüismo (ICF, International Canoe Federation) desde 1938. Se realiza anualmente; en los años que hay Juegos Olímpicos de Verano solo se disputan las pruebas no realizadas en los Juegos Olímpicos de ese año.

## Ediciones
| Núm.    | Año  | Sede             | País            |
| ------- | ---- | ---------------- | --------------- |
| I       | 1938 | Vaxholm          | Suecia          |
| II      | 1948 | Londres          | Reino Unido     |
| III     | 1950 | Copenhague       | Dinamarca       |
| IV      | 1954 | Mâcon            | Francia         |
| V       | 1958 | Praga            | Checoslovaquia  |
| VI      | 1963 | Jajce            | Yugoslavia      |
| VII     | 1966 | Berlín Oriental  | RDA             |
| VIII    | 1970 | Copenhague       | Dinamarca       |
| IX      | 1971 | Belgrado         | Yugoslavia      |
| X       | 1973 | Tampere          | Finlandia       |
| XI      | 1974 | Ciudad de México | México          |
| XII     | 1975 | Belgrado         | Yugoslavia      |
| XIII    | 1977 | Sofía            | Bulgaria        |
| XIV     | 1978 | Belgrado         | Yugoslavia      |
| XV      | 1979 | Duisburgo        | RFA             |
| XVI     | 1981 | Nottingham       | Reino Unido     |
| XVII    | 1982 | Belgrado         | Yugoslavia      |
| XVIII   | 1983 | Tampere          | Finlandia       |
| XIX     | 1985 | Malinas          | Bélgica         |
| XX      | 1986 | Montreal         | Canadá          |
| XXI     | 1987 | Duisburgo        | RFA             |
| XXII    | 1989 | Plovdiv          | Bulgaria        |
| XXIII   | 1990 | Poznań           | Polonia         |
| XXIV    | 1991 | París            | Francia         |
| XXV     | 1993 | Copenhague       | Dinamarca       |
| XXVI    | 1994 | Ciudad de México | México          |
| XXVII   | 1995 | Duisburgo        | Alemania        |
| XXVIII  | 1997 | Dartmouth        | Canadá          |
| XXIX    | 1998 | Szeged           | Hungría         |
| XXX     | 1999 | Milán            | Italia          |
| XXXI    | 2001 | Poznań           | Polonia         |
| XXXII   | 2002 | Sevilla          | España          |
| XXXIII  | 2003 | Gainesville      | Estados Unidos  |
| XXXIV   | 2005 | Zagreb           | Croacia         |
| XXXV    | 2006 | Szeged           | Hungría         |
| XXXVI   | 2007 | Duisburgo        | Alemania        |
| XXXVII  | 2009 | Dartmouth        | Canadá          |
| XXXVIII | 2010 | Poznań           | Polonia         |
| XXXIX   | 2011 | Szeged           | Hungría         |
| XL      | 2013 | Duisburgo        | Alemania        |
| XLI     | 2014 | Moscú            | Rusia           |
| XLII    | 2015 | Milán            | Italia          |
| XLIII   | 2017 | Račice           | República Checa |
| XLIV    | 2018 | Montemor-o-Velho | Portugal        |
| XLV     | 2019 | Szeged           | Hungría         |
| XLVI    | 2021 | Copenhague       | Dinamarca       |
| XLVII   | 2022 | Halifax          | Canadá          |
| XLVIII  | 2023 | Duisburgo        | Alemania        |
| XLIX    | 2024 | Samarcanda       | Uzbekistán      |
| L       | 2025 | Milán            | Italia          |
| LI      | 2026 | Poznań           | Polonia         |
| LII     | 2027 | Szeged           | Hungría         |

## Medallero histórico
- Actualizado a Samarcanda 2024.

| Núm. | País            | Oro  | Plata | Bronce | Total |
| ---- | --------------- | ---- | ----- | ------ | ----- |
| 1    | Hungría         | 224  | 174   | 155    | 553   |
| 2    | Alemania        | 222  | 166   | 143    | 531   |
| 3    | Rusia           | 161  | 131   | 119    | 411   |
| 4    | Rumania         | 53   | 77    | 69     | 199   |
| 5    | Bielorrusia     | 41   | 37    | 36     | 114   |
| 6    | Canadá          | 38   | 25    | 28     | 91    |
| 7    | Polonia         | 37   | 93    | 78     | 208   |
| 8    | Suecia          | 33   | 41    | 49     | 123   |
| 9    | España          | 26   | 36    | 46     | 108   |
| 10   | República Checa | 22   | 45    | 43     | 110   |
| 11   | Nueva Zelanda   | 22   | 11    | 5      | 38    |
| 12   | Australia       | 19   | 21    | 17     | 57    |
| 13   | Dinamarca       | 19   | 20    | 22     | 61    |
| 14   | Italia          | 16   | 21    | 17     | 54    |
| 15   | Ucrania         | 14   | 14    | 33     | 61    |
| 16   | Noruega         | 13   | 14    | 14     | 41    |
| 17   | Eslovaquia      | 13   | 10    | 12     | 35    |
| 18   | Serbia          | 12   | 14    | 19     | 45    |
| 19   | Francia         | 11   | 17    | 25     | 53    |
| 20   | Reino Unido     | 10   | 14    | 15     | 39    |
| 21   | Bulgaria        | 9    | 15    | 25     | 49    |
| 22   | Portugal        | 9    | 11    | 7      | 27    |
| 23   | China           | 8    | 10    | 14     | 32    |
| 24   | Lituania        | 8    | 6     | 10     | 24    |
| 25   | Estados Unidos  | 7    | 4     | 3      | 14    |
| 26   | Finlandia       | 7    | 3     | 4      | 14    |
| 27   | Brasil          | 7    | 1     | 8      | 16    |
| 28   | Cuba            | 5    | 11    | 10     | 26    |
| 29   | Austria         | 4    | 6     | 13     | 23    |
| 30   | Azerbaiyán      | 3    | 5     | 1      | 9     |
| 31   | Uzbekistán      | 3    | 3     | 7      | 13    |
| 32   | Chile           | 3    | 3     | 5      | 11    |
| 33   | Moldavia        | 2    | 4     | 4      | 10    |
| 34   | Israel          | 2    | 1     | 2      | 5     |
| 35   | Bélgica         | 1    | 3     | 4      | 8     |
| 36   | Letonia         | 1    | 1     | 2      | 4     |
| 37   | México          | 1    | 0     | 3      | 4     |
| 38   | Países Bajos    | 0    | 4     | 4      | 8     |
| 39   | Eslovenia       | 0    | 3     | 6      | 9     |
| 40   | Argentina       | 0    | 3     | 2      | 5     |
| 41   | Georgia         | 0    | 2     | 2      | 4     |
| 42   | Irlanda         | 0    | 1     | 2      | 3     |
| 43   | Croacia         | 0    | 1     | 1      | 2     |
| 44   | Kazajistán      | 0    | 0     | 3      | 3     |
| 44   | Sudáfrica       | 0    | 0     | 3      | 3     |
| 46   | Irán            | 0    | 0     | 1      | 1     |
| 46   | Japón           | 0    | 0     | 1      | 1     |
|      | TOTAL           | 1086 | 1082  | 1092   | 3260  |

1. ↑  Incluye las medallas obtenidas por la RFA y la RDA entre 1949 y 1990.
2. ↑  Incluye las medallas obtenidas por la URSS y por los «Atletas Individuales Neutrales» (AIN).
3. ↑  Incluye las medallas obtenidas por los «Atletas Individuales Neutrales» (AIN).
4. ↑  Incluye las medallas obtenidas por Checoslovaquia.
5. ↑  Incluye las medallas obtenidas por la R.F.S. de Yugoslavia.